# Aviron aux Jeux olympiques d'été de 2024
Navigation
Les épreuves d'aviron lors des Jeux olympiques d'été de 2024 se tiennent à Paris en France, plus précisément au stade nautique olympique de Vaires-sur-Marne.
Quatorze finales figurent au programme de cette compétition (7 masculines et 7 féminines), soit le même nombre que lors de la précédente édition des Jeux à Tokyo.

## Organisation

### Site des compétitions

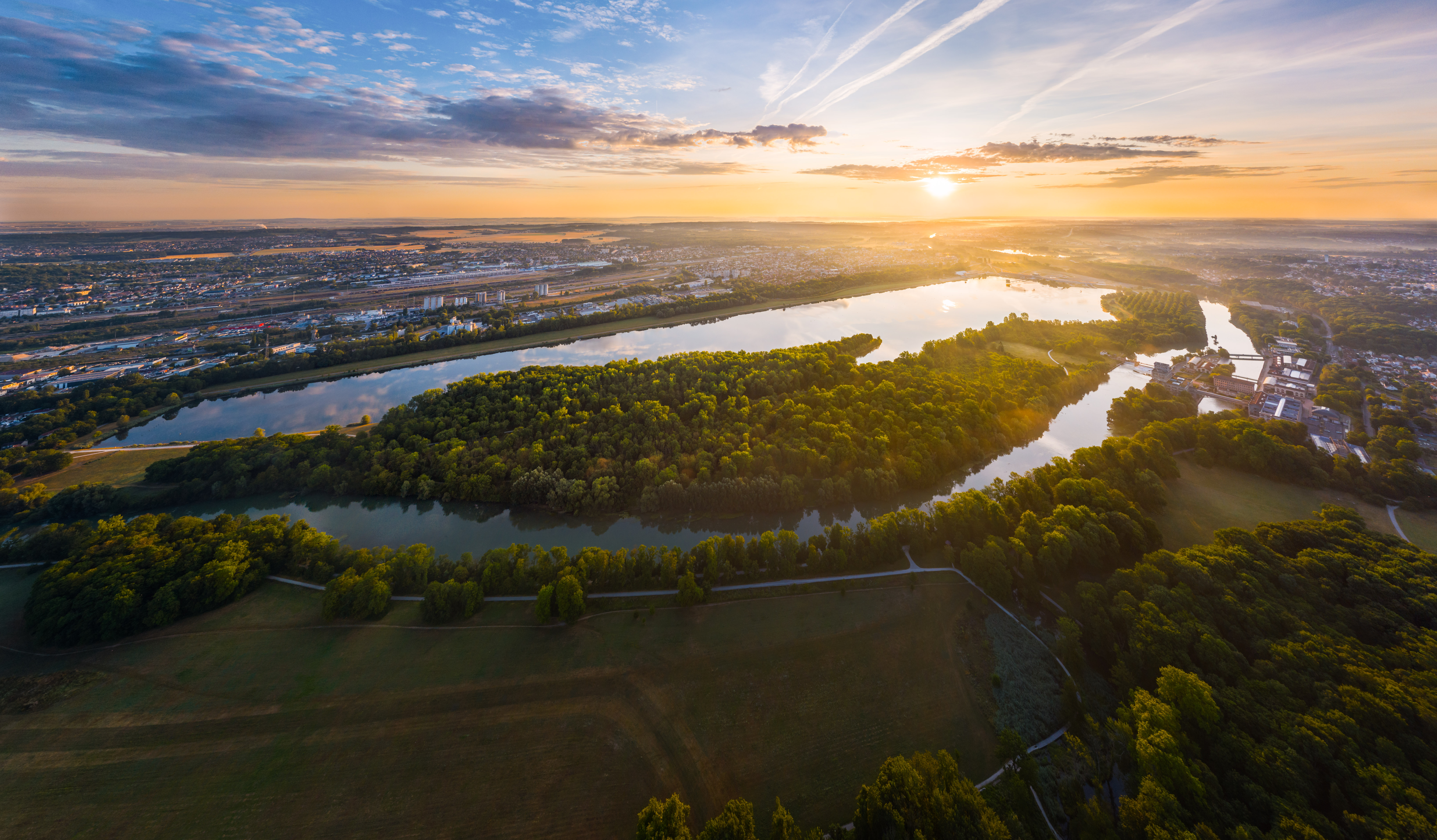
Base de loisirs de Vaires.

La base de loisirs de Vaires accueille sur son site un lac où auront lieu les régates d'aviron et de canoë-kayak.
Les nouveaux aménagements olympiques du site ont été inauguré en juin 2019, avec un coût total des travaux chiffrés à 95 millions d’euros.
L'accessibilité de ce site en transports en commun est discutée. Les spectateurs pourront arriver par la gare de Vaires-Torcy, sur la ligne P, puis marcher 25 minutes, ou bien arriver par la gare de Bussy-Saint-Georges, sur le RER A, ou celle de Chelles-Gournay, sur le RER E, puis prendre les navettes de bus spécialement mises en place,.

### Épreuves
Le format des épreuves est identique par rapport aux derniers Jeux olympiques de Tokyo. Pour chacune des sept catégories, il y a une épreuve masculine et une féminine.
Les courses se divisent en « pointe » et en « couple ». En pointe, le rameur tient un seul aviron avec ses deux mains. En couple, il en tient deux. Un bateau contient un, deux, quatre ou huit rameurs. Dans le huit, un barreur dirige le bateau et donne les consignes aux rameurs. Un seul faux départ par bateau et par course est autorisé.
Les bateaux participent à des séries éliminatoires. Les premiers de ces séries sont directement qualifiés aux demi-finales ou à la finale. Les autres bateaux disposent « d'une seconde chance » via des repêchages. La finale est disputée par six bateaux.
Il n'y a qu'une seule épreuve ouverte en catégorie poids légers, à savoir le deux de couple : la limite de poids pour les femmes est fixée à 59 kg et la moyenne par équipage est de 57 kg ; chez les hommes, le poids maximal est de 72,5 kg et la moyenne par équipage est de 70 kg.
En octobre 2020, le congrès de la fédération internationale d'aviron s'était très majoritairement positionné pour introduire comme discipline l'aviron de mer accompagné de la suppression de la catégorie des poids légers pour respecter le quota de sportifs. En décembre 2020, le CIO refuse l'introduction d'une discipline qui aurait nécessité la gestion d'un deuxième site sur la côte avec un coût supplémentaire ; la commission du CIO ouvre cette possibilité pour les jeux olympiques de Los Angeles en 2028.

### Calendrier
Le programme des épreuves olympiques d'aviron est détaillé ci-après :
| - S : séries - R : repêchages - ¼ : quarts de finale - ½ : demi-finales - F : finales |

| Date →                     | Juillet | Juillet | Juillet | Juillet | Juillet | Août | Août | Août |
| Épreuve ↓                  | 27      | 28      | 29      | 30      | 31      | 1er  | 2    | 3    |
| -------------------------- | ------- | ------- | ------- | ------- | ------- | ---- | ---- | ---- |
| Skiff                      | S       | R       | ½       | ¼       | ½       | ½    | F    | F    |
| Deux de couple             | S       | R       |         | ½       |         | F    |      |      |
| Deux de couple poids léger |         | S       | R       |         | ½       |      | F    |      |
| Quatre de couple           | S       |         | R       |         | F       |      |      |      |
| Deux sans barreur          |         | S       | R       |         | ½       |      | F    |      |
| Quatre sans barreur        |         | S       |         | R       |         | F    |      |      |
| Huit                       |         |         | S       |         |         | R    |      | F    |

| Date →                     | Juillet | Juillet | Juillet | Juillet | Juillet | Août | Août | Août |
| Épreuve ↓                  | 27      | 28      | 29      | 30      | 31      | 1er  | 2    | 3    |
| -------------------------- | ------- | ------- | ------- | ------- | ------- | ---- | ---- | ---- |
| Skiff                      | S       | R       | ½       | ¼       | ½       | ½    | F    | F    |
| Deux de couple             | S       | R       |         | ½       |         | F    |      |      |
| Deux de couple poids léger |         | S       | R       |         | ½       |      | F    |      |
| Quatre de couple           | S       |         | R       |         | F       |      |      |      |
| Deux sans barreur          |         | S       | R       |         | ½       |      | F    |      |
| Quatre sans barreur        |         | S       |         | R       |         | F    |      |      |
| Huit                       |         |         | S       |         |         | R    |      | F    |

## Participation

### Critères de qualification
La majorité des quotas sont attribués lors des Championnats du monde d'aviron 2023 à Belgrade, Serbie. Ils sont octroyés aux CNO et non à des rameurs en particulier. Des places supplémentaires sont attribuées aux CNO (et liés à des rameurs spécifiques) lors de quatre régates de qualifications continentales pour les pays d'Asie et d’Océanie, d'Afrique, d'Amérique et d'Europe, ainsi qu'une finale de qualification olympique prévue en mai 2024 pour 96 athlètes.
Tous les CNO qualifiés sont limités à une place par épreuve, et seuls les CNO ayant moins de deux équipages qualifiés via les championnats du monde peuvent participer aux régates de qualification continentales. La nation-hôte, la France se voit également attribuer d'office deux places en skiff en cas de non qualification.
| Mode de qualification               | Date                | Lieu           | Places (nombre d'embarcation) | Places (nombre d'embarcation) | Places (nombre d'embarcation) | Places (nombre d'embarcation) | Places (nombre d'embarcation) | Places (nombre d'embarcation) | Places (nombre d'embarcation) | Places (nombre d'embarcation) |
| Mode de qualification               | Date                | Lieu           | 1x                            | 2-                            | 2x                            | 4-                            | 4x                            | 8+                            | L2x                           | Total                         |
| ----------------------------------- | ------------------- | -------------- | ----------------------------- | ----------------------------- | ----------------------------- | ----------------------------- | ----------------------------- | ----------------------------- | ----------------------------- | ----------------------------- |
| Championnats du monde d'aviron 2023 | 3-10 septembre 2023 | Belgrade       | 9                             | 11                            | 11                            | 7                             | 7                             | 5                             | 7                             | 57                            |
| Régate continentale - Asie/Océanie  | avril 2024          | Chungju        | 5                             | 0                             | 0                             | 0                             | 0                             | 0                             | 2                             | 7                             |
| Régate continentale - Afrique       | 23-26 octobre 2023  | Tunis          | 5                             | 0                             | 0                             | 0                             | 0                             | 0                             | 1                             | 6                             |
| Régate continentale - Amériques     | 14–17 mars 2024     | Rio de Janeiro | 5                             | 0                             | 0                             | 0                             | 0                             | 0                             | 2                             | 7                             |
| Régate continentale - Europe        | 25-28 avril 2024    | Szeged         | 3                             | 0                             | 0                             | 0                             | 0                             | 0                             | 2                             | 5                             |
| Finale de qualification olympique   | 19–21 mai 2024      | Lucerne        | 2                             | 2                             | 2                             | 2                             | 2                             | 2                             | 2                             | 14                            |
| Pays hôte                           | Pays hôte           | Pays hôte      | NC                            | NC                            | NC                            | NC                            | NC                            | NC                            | NC                            | 2                             |
| Invitation                          | Invitation          | Invitation     | NC                            | NC                            | NC                            | NC                            | NC                            | NC                            | NC                            | 2                             |

## Résultats
| Épreuves                           | Or | Argent | Bronze |
| Skiff détails                      | Oliver Zeidler (GER) | Yaujeni Zalaty (AIN) | Simon van Dorp (NED) |
| Deux de couple détails             | Roumanie - Andrei Sebastian Cornea - Marian Florian Enache                                                                                              | Pays-Bas - Melvin Twellaar - Stef Broenink | Irlande - Daire Lynch - Philip Doyle |
| Deux de couple poids léger détails | Irlande - Fintan McCarthy - Paul O'Donovan | Italie - Stefano Oppo - Gabriel Soares | Grèce - Antonios Papakonstantinou - Petros Gkaidatzis |
| Quatre de couple détails           | Pays-Bas - Finn Florijn - Koen Metsemakers - Lennart van Lierop - Tone Wieten                                                                           | Italie - Luca Chiumento - Giacomo Gentili - Andrea Panizza - Luca Rambaldi                                                                                          | Pologne - Fabian Barański - Mateusz Biskup - Dominik Czaja - Mirosław Ziętarski                                                                             |
| Deux sans barreur détails          | Croatie - Martin Sinković - Valent Sinković | Grande-Bretagne - Oliver Wynne-Griffith - Tom George | Suisse - Roman Röösli - Andrin Gulich |
| Quatre sans barreur détails        | États-Unis - Nick Mead - Justin Best - Michael Grady - Liam Corrigan                                                                                    | Nouvelle-Zélande - Ollie Maclean - Logan Ullrich - Tom Murray - Matt Macdonald                                                                                      | Grande-Bretagne - Oliver Wilkes - David Ambler - Matt Aldridge - Freddie Davidson                                                                           |
| Huit détails                       | Grande-Bretagne - Sholto Carnegie - Rory Gibbs - Morgan Bolding - Jacob Dawson - Charles Elwes - Tom Digby - James Rudkin - Tom Ford - Harry Brightmore | Pays-Bas - Ralf Rienks - Olav Molenaar - Sander de Graaf - Ruben Knab - Gert-Jan van Doorn - Jacob van der Kerkhof - Jan van der Bij - Mick Makker - Dieuwke Fetter | États-Unis - Henry Hollingsworth - Nick Rusher - Christian Tabash - Clark Dean - Chris Carlson - Peter Chatain - Evan Olson - Pieter Quinton - Rielly Milne |

| Épreuves                           | Or | Argent | Bronze |
| Skiff détails                      | Karolien Florijn (NED) | Emma Twigg (NZL) | Viktorija Senkutė (LTU) |
| Deux de couple détails             | Nouvelle-Zélande - Brooke Francis - Lucy Spoors | Roumanie - Nicoleta-Ancuța Bodnar - Simona Radiș | Grande-Bretagne - Mathilda Hodgkins Byrne - Rebecca Wilde |
| Deux de couple poids léger détails | Grande-Bretagne - Emily Craig - Imogen Grant | Roumanie - Gianina van Groningen - Ionela Cozmiuc | Grèce - Dímitra Kontoú - Zoí Fítsiou |
| Quatre de couple détails           | Grande-Bretagne - Lauren Henry - Hannah Scott - Lola Anderson - Georgina Brayshaw                                                                                                   | Pays-Bas - Laila Youssifou - Bente Paulis - Roos de Jong - Tessa Dullemans                                                                                             | Allemagne - Maren Völz - Tabea Schendekehl - Leonie Menzel - Pia Greiten                                                                                        |
| Deux sans barreur détails          | Pays-Bas - Ymkje Clevering - Veronique Meester | Roumanie - Ioana Vrînceanu - Roxana Anghel | Australie - Jessica Morrison - Annabelle McIntyre |
| Quatre sans barreur détails        | Pays-Bas - Marloes Oldenburg - Hermijntje Drenth - Tinka Offereins - Benthe Boonstra                                                                                                | Grande-Bretagne - Helen Glover - Esme Booth - Samantha Redgrave - Rebecca Shorten                                                                                      | Nouvelle-Zélande - Jackie Gowler - Phoebe Spoors - Davina Waddy - Kerri Williams                                                                                |
| Huit détails                       | Roumanie - Maria-Magdalena Rusu - Roxana Anghel - Nicoleta-Ancuța Bodnar - Maria Lehaci - Adriana Adam - Amalia Bereș - Ioana Vrînceanu - Simona Radiș - Victoria Stefania Petreanu | Canada - Jessica Sevick - Caileigh Filmer - Maya Meschkuleit - Kasia Gruchalla-Wesierski - Avalon Wasteneys - Sydney Payne - Kristina Walker - Abby Dent - Kristen Kit | Grande-Bretagne - Heidi Long - Rowan McKellar - Holly Dunford - Emily Ford - Lauren Irwin - Eve Stewart - Harriet Taylor - Annie Campbell-Orde - Henry Fieldman |

## Tableau des médailles
- Pays organisateur (France)

| Rang  | Nation                       | Or | Argent | Bronze | Total |
| ----- | ---------------------------- | -- | ------ | ------ | ----- |
| 1     | Pays-Bas                     | 4  | 3      | 1      | 8     |
| 2     | Grande-Bretagne              | 3  | 2      | 3      | 8     |
| 3     | Roumanie                     | 2  | 3      | 0      | 5     |
| 4     | Nouvelle-Zélande             | 1  | 2      | 1      | 4     |
| 5     | Allemagne                    | 1  | 0      | 1      | 2     |
| 5     | États-Unis                   | 1  | 0      | 1      | 2     |
| 5     | Irlande                      | 1  | 0      | 1      | 2     |
| 8     | Croatie                      | 1  | 0      | 0      | 1     |
| 9     | Italie                       | 0  | 2      | 0      | 2     |
| 10    | Athlètes individuels neutres | 0  | 1      | 0      | 1     |
| 10    | Canada                       | 0  | 1      | 0      | 1     |
| 12    | Grèce                        | 0  | 0      | 2      | 2     |
| 13    | Australie                    | 0  | 0      | 1      | 1     |
| 13    | Lituanie                     | 0  | 0      | 1      | 1     |
| 13    | Pologne                      | 0  | 0      | 1      | 1     |
| 13    | Suisse                       | 0  | 0      | 1      | 1     |
| Total | Total                        | 14 | 14     | 14     | 42    |